# Anna degli elefanti
Anna degli elefanti è un romanzo dello scrittore italiano Marino Moretti pubblicato nel 1937.

## Storia editoriale
Annunciato nella Nuova Antologia il 16 dicembre 1935, fu pubblicato prima a puntate a partire dal 1º febbraio 1936 e poi in monografia nel 1937. Ha avuto una seconda edizione rivista nel 1963 e una con un'introduzione di Claudio Marabini nel 1976. Nel 1968 è stato pubblicato nella raccolta Romanzi dell'amorino.
Il libro, poco dopo la sua pubblicazione, è stato recensito da un critico che ha confrontato la trama dell'opera con la psicanalisi di Sigmund Freud, visto che la protagonista del romanzo, Anna, dopo alcuni problemi amorosi, si infervorisce di un elefante. Questa interpretazione dello scritto è stata criticata all'epoca.

## Trama
La storia narrata è quella di Anna, una ricca ereditiera dal carattere insicuro e dall'aspetto mediocre. Ella è sempre stata attratta dagli elefanti che fin da piccola sono stati i suoi giochi preferiti. Per volere della madre, Anna si unisce in matrimonio con il nobile Momolo che le regalerà un vero elefante. Ma, ironia della sorte, sarà proprio l'elefante che, imbizzarrito, ucciderà Momolo.
Anna, che ha conservato malgrado il matrimonio la sua verginità, dopo la morte della madre dalla quale era dominata, cerca di acquistare una propria autonomia e, dopo essersi sottoposta ad un intervento di chirurgia estetica, inizia a viaggiare. Durante un suo viaggio conosce un anziano scrittore dal quale tenta inutilmente di farsi sposare. In seguito incontra un conoscente dello scrittore, un avventuriero di nome Ramon, che dopo averla resa felice facendola finalmente sentire donna, la abbandona e la deruba.
Infelice e amareggiata ella decide di donare alla Chiesa tutte le sue ricchezze e un giorno, in una sala cinematografica, rivede Ramon al quale cerca invano di parlare. Confusa e sola Anna si allontana dalla sala e si mette a vagare di notte per le strade finché un autotreno, simile ad un enorme elefante, la investirà.

## Edizioni
- Marino Moretti, Anna degli elefanti, Milano, Mondadori, 1937, SBN RAV0088345.
- Marino Moretti, Anna degli elefanti, Milano, Mondadori, 1963, SBN RML0120910.
- Marino Moretti, Anna degli elefanti, 2ª edizione rivista, Milano, Mondadori, 1963, SBN SBL0255250.
- Marino Moretti, Romanzi dell'amorino, Milano, Mondadori, 1968, SBN SBL0081728.
- Marino Moretti, Anna degli elefanti, Milano, Mondadori, 1976, SBN SBL0578505.